# Metoda trytowa
Metoda trytowa – sposób określania wieku wody, odciętej od możliwości wymiany z innymi zbiornikami wód oraz z parą wodną atmosfery. Gdy woda znajdzie się w zamkniętym zbiorniku, zatrzymuje się dopływ trytu i ilość jego zaczyna maleć na skutek rozpadu promieniotwórczego beta minus. Okres przechowywania wody w zamkniętym zbiorniku można określić mierząc zawartość w niej trytu. Metodą tą oznacza się m.in. wiek win. Metoda ta ma zastosowanie do określania wieku maksymalnie ok. 30 lat, ponieważ czas połowicznego rozpadu trytu wynosi ok. 12 lat. Trytu wytworzonego w atmosferze ziemskiej w wyniku reakcji jądrowych neutronów promieniowania kosmicznego i azotu jest niewiele. Szacuje się, że na Ziemi jest go od kilku do kilkunastu kilogramów. Od roku 1954 znaczne ilości trytu zostały wytworzone w atmosferze w wyniku prób nuklearnych (głównie termojądrowych), co znacznie utrudnia interpretację wyników. Istotnym źródłem trytu w środowisku są także reaktory jądrowe.